# Adaptives Bremslicht
Adaptives Bremslicht (Notbremssignal, englisch Emergency stop signal, von einzelnen Herstellern auch aktives Bremslicht oder dynamisches Bremslicht genannt) ist eine in der Regel auffälligere zweite Art des Bremslichts für starkes Bremsen in Notfällen zur Information des nachfolgenden Verkehrs.
Es gibt verschiedene Arten von adaptiven Bremslichtern bzw. Notbremsanzeigen.

## Adaptives Bremslicht mit Notbremserkennung
Die Funktion des adaptiven Bremslichts wird inzwischen von verschiedenen Herstellern in Fahrzeuge integriert. Bei einer „normalen“ Bremsung leuchten die Bremslichter wie bei jedem anderen Auto, bei einer Notbremsung allerdings blinken die Bremslichter mehrmals pro Sekunde, z. B. bei Mercedes-Benz 5,5-mal pro Sekunde. Mittlerweile ist man dort zu einer Blinkfrequenz von 3 Hertz übergegangen. Dadurch wird der nachfolgende Verkehr gewarnt und die Reaktionszeit laut Studien verkürzt. Wird bis zum Stillstand gebremst, schaltet sich anschließend die Warnblinkanlage ein (bei Mercedes-Benz, BMW, Renault und Volvo). Bei Audi, Volkswagen, Seat und Škoda wird ein vergleichbares System verwendet. Bei starken Verzögerungen aus Geschwindigkeiten von mehr als 60 km/h blinkt das Bremslicht ca. 3-mal pro Sekunde. Sobald das Fahrzeug steht, leuchtet das Bremslicht dauerhaft und die Warnblinkanlage wird eingeschaltet.
Das Notbremslicht ist international – so auch in der EU – in den Zulassungsbestimmungen geregelt, insbesondere in den seit 2011 gültigen UNECE-Regelungen R-13H und R-48. Diese besagen:
- Signalisierung über rotes oder gelbes Blinklicht vom Heck des KFZ.
- Zuschalten bei Verzögerungen über 6 m/s² und Geschwindigkeiten größer 50 km/h.
- Zuschalten, auch wenn/solange das Antiblockiersystem voll regelt.

Ausschaltung, wenn:
- Geschwindigkeit unter 50 km/h sinkt
- Wenn Verzögerung zwischen 2,5 – 5,99 m/s² sinkt. In diesem Bereich frei wählbar.
- Wenn ABS nicht mehr voll regelt.

Wenn sich ein Hersteller für eine Notbremslichtfunktion entscheidet, sind diese Regelungen unbedingt einzuhalten, damit eine Zulassung erfolgen kann.
Adaptive Bremslichter sind auch nachrüstbar. Dabei muss das Gerät eine offizielle Zulassung besitzen. 

## Notbremsanzeige durch Warnblinkautomatik
Bei anderen Herstellern, z. B. Ford (vor 2011), Mazda, Seat, Volkswagen und Renault wird bei einer Notbremsung der nachfolgende Verkehr durch automatisches Einschalten der Warnblinkanlage gewarnt.
Für die Nachrüstung gibt es das automatische Warnblinksystem. Bei einer Notbremsung oder einem Unfall wird vom Steuergerät automatisch die Warnblinkanlage eingeschaltet und zusätzlich blinkt die hochgesetzte Warnblinkleuchte (vergleichbar der dritten Bremsleuchte) mit erhöhter Frequenz. Abgeschaltet wird das Warnsignal mit dem Warnblinklichtschalter.

## Adaptives Bremslicht mit zwei Bremslichtflächen
Dieses adaptive Bremslicht wird teilweise von BMW verwendet; seit 2008 wird bei allen neuen Modellen ein Bremslicht mit Notbremserkennung verwendet. Es unterscheidet nicht (wie bei Mercedes) zwischen „normaler“ Bremsung und Notbremsung, sondern zwischen leichter (ein Bremslicht je Seite) und starker Bremsung – also nicht unbedingt Notbremsung –, die mit zwei Bremslichtern (in der Regel normales Bremslicht und Nebelschlussleuchte) an beiden Seiten angezeigt wird. Dabei leuchten alle Lichter deutlich heller als bei einer normalen Bremsung.

## Notbremsauswertung durch das Steuergerät
Das Steuergerät kann eine Notbremssituation nicht direkt erkennen, sondern wertet lediglich die physikalischen Parameter aus, um daraufhin die Bremsleuchten entsprechend der bewerteten Situation zu steuern. In den meisten modernen Kraftfahrzeugen ist ein starker Druck auf das Bremspedal erforderlich, um die spezielle Signalisierung zu aktivieren. Folgende Daten können vom Steuergerät dabei ausgewertet werden:
- Tatsächliche (Ist-) und die (aus dem Pedaldruck ermittelte) gewünschte (Soll-)Verzögerung
- Betätigungsgeschwindigkeit oder -druck des Bremspedals
- Eingriff durch ABS, ESP und eventuell weiterer Bremsassistenten
- Geschwindigkeit des Fahrzeugs
- Haftreibung zwischen Reifen und Fahrbahn

Um auszuschließen, dass Gefahrensituationen – z. B. Auffahrunfälle wegen unnötiger Bremswegverkürzung für nachfolgende Fahrzeuge – durch eine fälschliche Notbremsanzeige entstehen, muss das Steuergerät eine Notbremsung sicher erkennen.
Hierzu wesentliche Parameter wie der Abstand zum Hindernis, sei es das vorausfahrende Fahrzeug oder ein anderes plötzlich auftretendes Hindernis (Kinder, Tiere oder Traktoren) werden in den meisten heutigen Kraftfahrzeugen nicht erfasst, somit kann auch der vorhandene Zeit- und Wegstreckenspielraum für eine Notbremsung nicht durch das Steuergerät erkannt und für Berechnungen genutzt werden.

## Adaptives Bremslicht für Motorrad
Motorräder können auch durch die Motorbremse wirksam abgebremst werden. Wenn dabei kein Bremshebel betätigt wird, sieht der nachfolgende Verkehr die Bremsverzögerung des Motorrads nicht anhand der Bremslichter. Um einen Auffahrunfall zu vermeiden, wird ein spezielles adaptives Bremslicht-Steuergerät angeboten, das über einen Verzögerungssensor die Bremsleuchten auslöst, wenn die Geschwindigkeit des Motorrades um mindestens 4,1 km/h pro Sekunde reduziert wird. Dieses kann so eingestellt werden, dass es während des Verzögerungsvorgangs ein ununterbrochen leuchtendes Bremslicht bewirkt oder alternativ die Bremsleuchte blinken lässt. Das Modul ist zertifiziert und für den Straßenverkehr zugelassen. Neue Motorräder kommen teilweise schon mit Assistenzsystemen, die diese Situationen berücksichtigen.

## EU-Vorschrift
Seit dem 6. Juli 2022 ist die Verordnung (EU) 2019/2144 in Kraft, die für neue Fahrzeugtypen (neu homoligisierte Fahrzeuge) bestimmte Fahrerassistenzsysteme vorschreibt.
Ab dem 7. Juli 2024 müssen dann Schritt für Schritt auch alle Neuzulassungen serienmäßig mit den Systemen ausgestattet sein.
Laut Statistiken passieren bis zu 95 Prozent aller Verkehrsunfälle durch menschliches Versagen. Die EU-Kommission rechnet damit, dass durch die verpflichtenden Fahrerassistenzsysteme auf europäischen Straßen bis 2038 25.000 Menschenleben gerettet werden und mindestens 140.000 schwere Verletzungen vermieden werden.